# 通贝赫站
通贝赫站是布鲁塞尔地铁1号线的车站，位于比利时布鲁塞尔首都大区圣兰布雷赫茨-沃吕沃。

## 名称
该站位于通贝赫广场（Place du Tomberg/Tombergplein）下方，因而得名。通贝赫广场则是得名于通贝赫（Tomberg）街区。